# Topkapi IK
Topkapi IK var en fotbollsförening från Kista i Stockholms kommun i Stockholms län 1978-2006. Klubben grundades av Sverigeturkar som lät uppkalla föreningen efter Topkapıpalatset i Istanbul. Föreningen huserade länge i de lägre lokala Stockholmsserierna men var från och med 1998 ett topplag i division III och kunde 2002 debutera i division II. Laget slutade på nionde plats 2005, vilket medförde degradering i och med serieomläggning. Efter degraderingen slogs Topkapi samman med en annan svensk-turkisk förening, Konyaspor KIF från Norsborg i Botkyrka kommun, och bildade Topkapi Konya KIF. Den nya föreningen återtog 2007 namnet Konyasor KIF, de facto hade Konyaspor klättrat i seriesystemet genom att ta Topkapis plats.